# لوچانو ده پائولیس
لوچانو ده پائولیس (انگلیسی: Luciano de Paolis؛ زادهٔ ۱۴ ژوئن ۱۹۴۱) ورزشکار بابسلد اهل ایتالیا است. او در بازی‌های المپیک زمستانی ۱۹۶۸ موفق به کسب ۲ مدال طلا شد.